# Nildo Viana
Nildo Viana (Goiânia, 1965) est un sociologue et philosophe brésilien.

## Biographie
Viana fait partie du courant sociologique et philosophique brésilien d'orientation marxiste et autogestionnaire. Karl Marx et Karl Korsch sont ses principales influences. Parmi ses textes, on retrouve une analyse marxiste de la société, où l'emphase est mise sur la « catégorie de totalité » et sur la lutte des classes comme outils principaux dans le processus de transformation sociale.
Après avoir obtenu un doctorat en sociologie à l’université de Brasilia, il est devenu professeur à l’université fédérale de Goiás, au Brésil (en portugais : Universidade Federal de Goiás).
Son travail couvre certains thèmes de base, tels que la sociologie, la philosophie, le marxisme, la société contemporaine, l'épistémologie, la violence, le néolibéralisme, les valeurs, l'art, la psychologie, les représentations quotidiennes, la psychanalyse, l'autogestion. Représentant d'un courant critique en sociologie, sciences humaines, philosophie et pensée politique contemporaine, à orientation marxiste, dans une version libertaire du marxisme. Karl Marx et Karl Korsch sont les principales influences de sa pensée. Ses textes partent d'une analyse marxiste de la société, mettant l'accent sur la catégorie de la totalité et la lutte des classes comme principales ressources heuristiques pour la recherche engagée dans le processus de transformation sociale.

## Publications principales
Il est l'auteur de plusieurs livres en portugais :
- (pt) A Consciência da História, Goiânia, Éditions Combate, 1997 (En français : La conscience de l'Histoire)
- (pt) Manifesto Autogestionário, Rio de Janeiro, Éditions Achiamé, 2008 (En français : Manifeste autogestionnaire)
- (pt) O Capitalismo na Era da Acumulação Integral, São Paulo, Ideias e Letras, 2011 (En français: Le capitalisme à l'ère de Accumulation intégral)
- (pt) A Mercantilização das Relações Sociais, Curitiba, Appris, 2018 (En français: La mercantilisation des relations sociales)
- (pt) O Modo de Pensar Burguês, Curitiba, CRV, 2018 (En français: Le mode Pensée Bourgeois)
- (pt) Hegemonia Burguesa e Renovações Hegemônicas, Curitiba, CRV, 2019 (En français: Hégémonie bourgeoise et dynamique des rénovations hégémoniques)
- (pt) Os Movimentos Sociais, Curitiba, Prismas, 2016 (En français : Les Mouvements sociaux)

Autres publications :
- (pt) A Filosofia e Sua Sombra, Goiânia, Éditions Germinal, 2000 (En français : La philosophie et son ombre)
- (pt) Violência Urbana: A Cidade Como Espaço Gerador de Violência, Goiânia, Éditions Germinal, 2002 (En français : Violence urbaine : La ville comme espace créateur de violence)
- (pt) Inconsciente Coletivo e Materialismo Histórico, Goiânia, Éditions Germinal, 2002 (En français : Inconscient collectif et matérialisme historique)
- (pt) O Que São Partidos Políticos?, Goiânia, Éditions Germinal, 2003 (En français : Les partis politiques sont-ils sains?)
- (es) Psicoanálisis y materialismo historico, Madrid, Cultivalibros, 2013 (En français : Psychanalyse et matérialisme historique).
- (pt) Escritos Metodológicos de Marx, Goiânia, Éditions Germinal, 2001) (En français : Écrits méthodologiques de Marx)
- (pt) Estado, Democracia e Cidadania, Rio de Janeiro, Achiamé, 2003) (En français : État, démocratie et citoyenneté)
- (pt) Heróis e Super-Heróis no Mundo dos Quadrinhos, Rio de Janeiro, Achiamé, 2005 (En français : Héros et super-héros dans le monde des bandes-dessinées)
- (pt) A Dinâmica da Violência Juvenil', Rio de Janeiro, Booklink, 2004 (En français : La dynamique de la violence juvénile)
- (pt) Introdução à Sociologia, Belo Horizonte, Autêntica, 2006 (En français : Introduction à la sociologie)
- (pt) Karl Marx: A Crítica Desapiedada do Existente, Curitiba, Prismas, 2017 (En français : Karl Marx: la critique impitoyable de l'existant)
- (pt) As Esferas Sociais: A constituição da divisão capitalista do trabalho intelectual, Rio de Janeiro, Rizoma, 2016 (En français : Les sphères sociales: La constitution de la division capitaliste du travail intellectuel)

## Sources
- (it) Cet article est partiellement ou en totalité issu de l’article de Wikipédia en italien intitulé « Nildo Viana » (voir la liste des auteurs).

- (pt) Cet article est partiellement ou en totalité issu de l’article de Wikipédia en portugais intitulé « Nildo Viana » (voir la liste des auteurs).